# Isola Dewart
L'isola Dewart (in inglese Dewart Island) è una piccola isola antartica facente parte dell'arcipelago Windmill.
Localizzata ad una latitudine di 66° 13' sud e ad una longitudine di 110°09' est, l'isola è stata mappata per la prima volta mediante ricognizione aerea durante l'operazione Highjump e l'operazione Windmill, negli anni 1947-1948. È stata intitolata dalla US-ACAN a G. Dewart, membro del team della base Wilkie dell'anno 1957.